# آسیاب آبی فتویه شماره ۳
آسیاب آبی فتویه شماره ۳ مربوط  به دوره قاجاریه است و در وسط نخلستان، ضلع غربی روستای فتویه، بخش مرکزی، شهرستان بستک، استان هرمزگان واقع شده‌است. این اثر در تاریخ ۱۷ خرداد ۱۳۸۵ با شمارهٔ ثبت ۱۵۳۸۹ به‌عنوان یکی از آثار ملی ایران به ثبت رسیده‌است.